# Infracryptogamique

Représentation schématique de la stratification aérienne (ou épigée) des végétaux.

La strate hypogée ou infracryptogamique est l'une des plus petites des cinq strates en botanique. Elle est située dans le sol, sous la strate cryptogamique dont la hauteur n'excède pas quelques millimètres et qui se compose principalement de mousse et lichen.

## Source
- Cours d'agronomie de terminale agricole S.T.A.E. (Sciences et technologies de l'agronomie et de l'environnement, option technologies des systèmes de production).